# Darlington FC
A Darlington Football Club egy angol labdarúgócsapat Darlingtonban, Durham megyében. A csapatot 1883-ban alapították és 2003-ig a Feethamsben, utána a Darlington Arenában játszottak 2012-ben bekövetkezett válságáig, amikor a klub a szurkolók és befektetők segítségével tudta a bajnoki szezont befejezni.

## Története
Az 1883-ban alapított csapat Anglia legrégebbi klubjaihoz tartozott. Megalakulásukat követően 2003-ig a Feethamsben, utána a Darlington Arenában játszottak a klub 2012-ben bekövetkezett válságáig, amikor a szurkolók és befektetők segítségével tudta a bajnoki szezont befejezni.
.
2012. május 3-án a DFC 1883 Ltd. vette át a klub irányítását, amely így a szurkolókkal együtt közös tulajdonba került. Mivel a következő szezon rajtjáig nem sikerült megállapodni a támogatókkal, ezért a Angol labdarúgó-szövetség kizárta a csapatot és végül megszüntették. A DFC 1883 Limited azonnal létrehozta Darlington 1883 néven a város új klubját és a Northern Premier League küzdelmeiben vehettek részt a 2013-as szezonban.
2017 áprilisában az Angol labdarúgó-szövetség engedélyezte a klub számára a korábbi név használatát.